# Габріел Торже
Габріел Торже (рум. Gabriel Torje, нар. 22 листопада 1989, Тімішоара) — румунський футболіст, нападник російського клубу «Терек» з Грозного.
Насамперед відомий виступами за «Динамо» (Бухарест) та «Удінезе», а також національну збірну Румунії.

## Клубна кар'єра
Народився 22 листопада 1989 року в місті Тімішоара. Вихованець футбольної школи клубу «Політехніка» (Тімішоара).
У дорослому футболі дебютував 2005 року виступами за команду клубу ЧФР Тімішоара, в якій провів один сезон, взявши участь лише у 8 матчах чемпіонату. 
У 2006 році повернувся до клубу «Політехніка» (Тімішоара). Відіграв за тімішоарську команду наступні два сезони своєї ігрової кар'єри.
У 2008 році уклав контракт з клубом «Динамо» (Бухарест), у складі якого провів наступні три роки своєї кар'єри гравця. Більшість часу, проведеного у складі бухарестського «Динамо», був основним гравцем атакувальної ланки команди.
30 серпня 2011 року Торже підписав контракт з італійським «Удінезе». Сума переходу не називалася, але за інформацією з деяких джерел вона становила близько 10 млн. євро. 11 вересня півзахисник дебютував в Серії А в матчі з «Лечче». Всього за сезон провів за фріульців 21 в чемпіонаті і один в кубку.
Влітку 2012 року був відданий в оренду в іспанську «Гранаду», в якій протягом всього сезону був основним гравцем, зігравши в національному чемпіонаті 34 гри. Влітку 2013 року, майже відразу після повернення до Італії, знову був відданий в оренду, цього разу до іспанського «Еспаньйола».

## Виступи за збірні
Протягом 2006–2010 років  залучався до складу молодіжної збірної Румунії. На молодіжному рівні зіграв у 24 офіційних матчах, забив 9 голів.
У 2010 році дебютував в офіційних матчах у складі національної збірної Румунії. Наразі провів у формі головної команди країни 53 матчі, забивши 11 голів.

## Статистика виступів

### Статистика клубних виступів
| Сезон                            | Команда                          | Чемпіонат                        | Чемпіонат | Чемпіонат | Національний кубок | Національний кубок | Національний кубок | Єврокубки | Єврокубки | Єврокубки | Інші змагання | Інші змагання | Інші змагання | Усього | Усього |
| Сезон                            | Команда                          | Ліга                             | Ігор      | Голів     | Ліга               | Ігор               | Голів              | Ліга      | Ігор      | Голів     | Ліга          | Ігор          | Голів         | Ігор   | Голів  |
| -------------------------------- | -------------------------------- | -------------------------------- | --------- | --------- | ------------------ | ------------------ | ------------------ | --------- | --------- | --------- | ------------- | ------------- | ------------- | ------ | ------ |
| лип. 2005 - 2006                 | ЧФР Тімішоара                    | Liga II                          | 8         | 1         | КР                 | 0                  | 0                  | -         | 0         | 0         | -             | -             | -             | 8      | 1      |
| січ. - лип. 2006                 | «Політехніка» (Тімішоара)        | Liga I                           | 5         | 1         | КР                 | 0                  | 0                  | -         | -         | -         | -             | -             | -             | 5      | 1      |
| 2006–07                          | «Політехніка» (Тімішоара)        | Liga I                           | 15        | 0         | КІ                 | 0                  | 0                  | -         | -         | -         | -             | -             | -             | 15     | 0      |
| 2007- січ. 2008                  | «Політехніка» (Тімішоара)        | Liga I                           | 17        | 1         | КР                 | 0                  | 0                  | -         | -         | -         | -             | -             | -             | 17     | 1      |
| Усього «Політехніка» (Тімішоара) | Усього «Політехніка» (Тімішоара) | Усього «Політехніка» (Тімішоара) | 45        | 3         |                    | 0                  | 0                  |           | 0         | 0         |               |               |               | 45     | 3      |
| січ. - лип. 2008                 | «Динамо» (Бухарест)              | Liga I                           | 15        | 1         | КР                 | 0                  | 0                  | -         | -         | -         | -             | -             | -             | 15     | 1      |
| 2008–09                          | «Динамо» (Бухарест)              | Liga I                           | 29        | 3         | КР                 | 3                  | 0                  | КУЄФА     | 2         | 0         | -             | -             | -             | 34     | 3      |
| 2009–10                          | «Динамо» (Бухарест)              | Liga I                           | 29        | 3         | КР                 | 3                  | 0                  | ЛЄ        | 8         | 0         | -             | -             | -             | 40     | 3      |
| 2010–11                          | «Динамо» (Бухарест)              | Liga I                           | 25        | 9         | КР                 | 3                  | 1                  | ЛЄ        | 4         | 1         | -             | -             | -             | 36     | 11     |
| серп. 2011                       | «Динамо» (Бухарест)              | Liga I                           | 5         | 1         | КР                 | 0                  | 0                  | ЛЄ        | 4         | 1         | -             | -             | -             | 9      | 2      |
| Усього «Динамо» (Бухарест)       | Усього «Динамо» (Бухарест)       | Усього «Динамо» (Бухарест)       | 103       | 17        |                    | 9                  | 1                  |           | 18        | 2         |               |               |               | 130    | 20     |
| серп. 2011–2012                  | «Удінезе»                        | A                                | 21        | 2         | КІ                 | 1                  | 0                  | ЛЧ+ЛЄ     | 0+0       | 0+0       | -             | -             | -             | 22     | 2      |
| 2012–13                          | «Гранада»                        | ПД                               | 34        | 3         | КІ                 | 1                  | 0                  | -         | -         | -         | -             | -             | -             | 35     | 3      |
| Усього за кар'єру                | Усього за кар'єру                | Усього за кар'єру                | 202       | 27        |                    | 11                 | 1                  |           | 18        | 2         |               |               |               | 231    | 30     |

### Статистика виступів за збірну
| Дата       | Місто       | Господарі            | Результат | Гості                | Турнір            | Голи | Примітки |
| ---------- | ----------- | -------------------- | --------- | -------------------- | ----------------- | ---- | -------- |
| 03/09/2010 | П'ятра-Нямц | Румунія              | 1 – 1     | Албанія              | Відбір до ЧЄ 2012 | -    |          |
| 07/09/2010 | Мінськ      | Білорусь             | 0 – 0     | Румунія              | Відбір до ЧЄ 2012 | -    |          |
| 27/11/2010 | Клагенфурт  | Італія               | 1 – 1     | Румунія              | товариський матч  | -    |          |
| 09/02/2011 | Паралімні   | Кіпр                 | 1 – 1     | Румунія              | товариський матч  | 1    |          |
| 26/03/2011 | Зеніца      | Боснія і Герцеговина | 2 – 1     | Румунія              | Відбір до ЧЄ 2012 | -    |          |
| 29/03/2011 | П'ятра-Нямц | Румунія              | 3 – 1     | Люксембург           | Відбір до ЧЄ 2012 | -    |          |
| 03/06/2011 | Бухарест    | Румунія              | 3 – 0     | Боснія і Герцеговина | Відбір до ЧЄ 2012 | -    |          |
| 08/06/2011 | Сан-Паулу   | Бразилія             | 1 – 0     | Румунія              | товариський матч  | -    |          |
| 12/06/2011 | Асунсьйон   | Парагвай             | 2 – 0     | Румунія              | товариський матч  | -    |          |
| 10/08/2011 | Сан-Марино  | Сан-Марино           | 0 – 1     | Румунія              | товариський матч  | -    |          |
| 02/09/2011 | Люксембург  | Люксембург           | 0 – 2     | Румунія              | Відбір до ЧЄ 2012 | 2    |          |
| 07/10/2011 | Бухарест    | Румунія              | 2 – 2     | Білорусь             | Відбір до ЧЄ 2012 | -    |          |
| 11/10/2011 | Тирана      | Албанія              | 1 – 1     | Румунія              | Відбір до ЧЄ 2012 | -    |          |
| 11/11/2011 | Льєж        | Бельгія              | 2 – 1     | Румунія              | товариський матч  | -    |          |
| 29/02/2012 | Бухарест    | Румунія              | 1 – 1     | Уругвай              | товариський матч  | -    |          |
| 30/05/2012 | Люцерн      | Швейцарія            | 0 – 1     | Румунія              | товариський матч  | -    |          |
| 05/06/2012 | Інсбрук     | Австрія              | 0 – 0     | Румунія              | товариський матч  | -    |          |
| 15/08/2012 | Любляна     | Словенія             | 4 – 3     | Румунія              | товариський матч  | 1    |          |
| 07/09/2012 | Таллінн     | Естонія              | 0 – 2     | Румунія              | Відбір до ЧС 2014 | 1    |          |
| 11/09/2012 | Бухарест    | Румунія              | 4 – 0     | Андорра              | Відбір до ЧС 2014 | 1    |          |
| Усього     |             | Матчів               | 20        |                      | Голів             | 6    |          |

## Досягнення
- Футболіст року в Румунії: 2011